# Adrien N'Goma
Pas d'image ? Cliquez ici

a Compétitions nationales et continentales officielles uniquement.

Dernière mise à jour le 14 septembre 2018.
Adrien N'Goma, né le 30 août 1976 à Albertville (Savoie), est un joueur de rugby à XV français qui évolue au poste de centre (1,85 m pour 85 kg).

## Carrière
- 1984-1996 : SOU Albertville
- 1996-2004 : FCS Rumilly
- 2004-2012 : US Oyonnax
- 2012-2014 : FCS Rumilly